# Paraît-il
Albums de Christophe Willem
Prismophonic
(2011) Rio
(2017)
Singles
1. Le Chagrin
Sortie : 19 septembre 2014
2. L'Été en hiver
Sortie : 24 novembre 2014
3. Après toi
Sortie : 8 avril 2015
4. Nous nus
Sortie : 2 octobre 2015

Paraît-il est le quatrième album studio du chanteur français Christophe Willem sorti le 1er décembre 2014.
L'album est promu lors de la tournée Les nuits Paraît-il, à la suite de laquelle paraît un album live au même titre.

## Production
Le 26 février 2013, lors de la finale de la neuvième saison de l'émission Nouvelle Star, que Christophe Willem avait lui-même gagnée en 2006, le chanteur annonce qu'il va commencer l'enregistrement d'un nouvel album qui sera plus « minimaliste » que ces prédécesseurs Caféine et Prismophonic, aux sonorités plus électro. En 2014, dans un entretien avec le site Charts in France, Christophe Willem affirme :

« Honnêtement, je pense que le public attendait depuis longtemps un album qui ressemble à celui-là. Ils étaient en demande de la voix très en avant, alors que moi j'ai fait tout l'inverse. Sur "Caféine", on entendait moins la voix, sur "Prismophonic", on ne l'entendait plus ! »

Pour cette raison, Paraît-il retrouve l'éclectisme de son premier album Inventaire.
Contrairement aux albums précédents, Caféine et Prismophonic, pour lesquels la majorité des titres était écrits en anglais et puis adaptés en français, tous les titres de Paraît-il sont écrits en français. Christophe Willem s'implique lui-même également beaucoup plus dans l'écriture et la composition des titres, comparé aux albums précédents.
Pour son quatrième album en français, le chanteur renoue avec certains de ses anciens collaborateurs, parmi lesquels Zazie, avec qui il avait déjà travaillé sur les albums Inventaire et Caféine. Cette dernière participe à sept titres de l'album, dont le duo La règle du jeu. La Britannique Sarah deCourcy, qui avait supervisé la réalisation de la majorité des titres de Prismophonic et de sa version anglaise Love Shot Me Down, est également de retour pour ce nouvel opus.
En plus de ces collaborateurs récurrents, de nouveaux artistes sont conviés à contribuer à l'album, notamment Carla Bruni, qui a apporté sa plume à trois titres, dont le premier extrait Le Chagrin. Jean-Jacques Goldman prête également sa collaboration aux chansons Après toi et Nous nu, sur six morceaux initialement proposés,. Enfin, l'auteure-compositrice-interprète suédoise Fredrika Stahl participe à la composition de six titres de l'album.
L'introduction de Carla Bruni dans le cercle professionnel de Christophe Willem se réalise grâce à la styliste de l'émission Nouvelle Star, une amie proche de Bruni. Cette connexion conduit à une collaboration entre la chanteuse et le chanteur. Willem décrit le retour à cette collaboration comme quelque peu « compliqué », notamment en raison des circonstances entourant la sortie du premier extrait de l'album, Le Chagrin, écrit par Bruni. En effet, cette sortie coïncide avec l'annonce du retour sur la scène politique du mari de Carla Bruni, Nicolas Sarkozy. Face à cette situation, Bruni suggère à Willem d'utiliser un pseudonyme afin de ne pas nuire à l'album. Cependant, cette proposition est rejetée par Willem, qui assume pleinement cette collaboration malgré les éventuelles controverses qu'elle pourrait susciter,.
Le titre Unisex a été écrit en réaction à la polémique autour du mariage pour tous en France les années précédents et fait musicalement référence à la chanson Let's Go Crazy de Prince.

## Distribution et promotion
L'album paraît le 1er décembre 2014 en format CD, téléchargement et streaming. L'édition « deluxe » contient trois titres supplémentaires, l'édition limitée contient un CD supplémentaire avec huit titres, dont une reprise du titre Uninvited de la chanteuse canadienne Alanis Morissette.
Le premier extrait, Le Chagrin, sort le 19 septembre 2014. Il est bien accueilli par la critique mais ne profite pas d'un tournage de clip et n'a pas de succès commercial. En octobre, le titre Faute et plaisir est présenté, mais uniquement en streaming sur le site internet du chanteur Le deuxième single officiel est L'Été en hiver, présenté quelques jours avant la sortie de l'album. Cette chanson pop plus dynamique n'est pas un succès non plus. Une version remixée est envoyée aux radios en février 2014.
En mai 2015, Christophe Willem poursuit l'exploitation avec un troisième extrait, Après toi dont le clip sort le 30 avril 2015. Cette chanson écrite par Jean-Jacques Goldman a quelqu peu plus de succès que ces prédécesseur, se classant en été pendant 10 semaines dans l'Ultratop 50 de la Belgique francophone, de même que pendant 17 semaines dans le top 200 français. Un quatrième et dernier  extrait, Nous nus, sort en octobre.
En 2015 Christophe Willem entame la tournée Les nuits Paraît-il dans 11 lieux insolites, dont le pic du Midi, l'Institut du monde arabe, le mont Saint-Michel et l'Atomium. Cette tournée est retransmise le 18 juin dans 150 salles de cinémas de France, Belgique et Suisse. Un album live au même nom que la tournée parait en août 2015.

## Performance commerciale
En France, l'album Paraît-il fait son entrée à la 17e place du Top 50 lors de la semaine du 12 décembre 2014, son pic le plus élevé dans ce classement. Il maintient sa position parmi les 50 albums les mieux vendus pendant 11 semaines consécutives, et dans le top 200 pendant un total de 44 semaines.
En Belgique francophone, l'album débute à la 45e place lors de la semaine du 6 décembre 2014 et atteint son apogée à la 5e place lors de la huitième semaine de son classement. Au total, il reste classé pendant 65 semaines, dont cinq semaines dans le Top 10.
En Suisse, Paraît-ildébute également à son niveau le plus élevé, à la 51e place, lors de la semaine du 7 décembre 2014. Il est classé pendant un total de 5 semaines non consécutives en décembre 2014 et janvier 2015. De plus, l'album se maintient pendant 13 semaines dans la partie francophone de la Suisse, atteignant la 10e place.
Le site InfoDisc estime fin 2018 que l'album Paraît-il s'est vendu à 73 000 copies. L'album a été certifié disque d'or en France après un mois sur le marché,.

## Accueil critique
La RTN suisse parle d'un « album de la maturité [...] avec des textes très personnels, parfois engagés, et des chansons qui parlent de son envie de revenir à l'essentiel et de vivre intensément sans tenir compte des critiques ». Jonathan Hamard de Charts in France parle d'un « disque varié qui met en évidence l'impressionnante palette vocale de son interprète ».
Dans l'émission On n'est pas couché du 21 février 2015, Léa Salamé donne un retour positid de l'album et parle d'une œuvre qui donne l'impression que le chanteur a « enlevé les fioriture » et s'est concentré sur la voix et l'émotion. Dans la même émission, Aymeric Caron critique l'écriture de Carla Bruni dont sur le titre Le Chagrin, qu'il accuse de toujours réécrire les mêmes textes avec des légères modifications.

## Liste des chansons
| 1.  | Faute et plaisir             | Carla Bruni          | Christophe Willem, Fredrika Stahl            | 3:04 |
| 2.  | Le Chagrin                   | Carla Bruni          | Fredrika Stahl                               | 3:38 |
| 3.  | Allons enfants               | Zazie                | Christophe Willem, Fredrika Stahl            | 3:54 |
| 4.  | La Règle du jeu (avec Zazie) | Zazie                | Philippe Paradis, Zazie                      | 3:28 |
| 5.  | Loneliness                   | Carla Bruni          | Christophe Willem, Fredrika Stahl            | 3:42 |
| 6.  | Après toi                    | Jean-Jacques Goldman | Jean-Jacques Goldman                         | 4:30 |
| 7.  | Lovni                        | Zazie                | Christophe Willem, Philippe Paradis, Zazie   | 3:13 |
| 8.  | L'Été en hiver               | Zazie                | Sarah de Courcy, Cat Delhi                   | 3:47 |
| 9.  | La vie est belle             | Zazie                | Philippe Paradis, Zazie                      | 4:17 |
| 10. | Nous nu                      | Jean-Jacques Goldman | Christophe Willem, Sarah de Courcy           | 3:56 |
| 11. | Unisex                       | Zazie                | Christophe Willem, Fredrika Stahl            | 3:47 |
| 12. | Procrastiner                 | Zazie                | Finian Greenall, Josh Kumra, Blair MacKichan | 3:33 |
| 13. | Adultes addict               | Christophe Willem    | Christophe Willem, Fredrika Stahl            | 3:37 |
| 14. | Paraît-il                    | Christophe Willem    | Christophe Willem, Sarah de Courcy           | 3:42 |

| 15. | Stone (Inédit)                     | Fredrika Stahl       | Christophe Willem, Fredrika Stahl | 3:51 |
| 16. | Viens (Inédit - Live acoustique)   | Jean-Jacques Goldman | Jean-Jacques Goldman              | 2:51 |
| 17. | Faute et plaisir (Live acoustique) | Carla Bruni          | Christophe Willem, Fredrika Stahl | 3:58 |

| 1. | Stone                              | Fredrika Stahl       | Christophe Willem, Fredrika Stahl          | 3:46 |
| 2. | Viens (Live acoustique)            | Jean-Jacques Goldman | Jean-Jacques Goldman                       | 2:48 |
| 3. | Le Chagrin (Live acoustique)       | Carla Bruni          | Fredrika Stahl                             | 3:52 |
| 4. | Faute et plaisir (Live acoustique) | Carla Bruni          | Christophe Willem, Fredrika Stahl          | 3:52 |
| 5. | Allons enfants (Version piano)     | Zazie                | Christophe Willem, Fredrika Stahl          | 3:52 |
| 6. | Après toi (Version piano)          | Jean-Jacques Goldman | Jean-Jacques Goldman                       | 4:05 |
| 7. | Lovni (Live acoustique)            | Zazie                | Christophe Willem, Philippe Paradis, Zazie | 3:40 |
| 8. | Uninvited (Live acoustique)        | Alanis Morissette    | Alanis Morissette                          | 3:02 |

## Classement et certification
| Classement (2014-15)            | Meilleure position |
| ------------------------------- | ------------------ |
| Belgique francophone (Ultratop) | 5                  |
| France (Top Albums)             | 17                 |
| Suisse (Schweizer Hitparade)    | 51                 |
| Suisse romande                  | 10                 |

| Classement (2014)               | Position |
| ------------------------------- | -------- |
| Belgique francophone (Ultratop) | 160      |
| France (Top Albums)             | 112      |
| Classement (2015)               | Position |
| Belgique francophone (Ultratop) | 22       |
| France (Top Albums)             | 92       |

### Certifications
| Pays          | Certifications | Date             |
| ------------- | -------------- | ---------------- |
| France (SNEP) | Or,            | 31 décembre 2014 |